# Tenem
Tenem ist ein altägyptischer Totengott, der mit Sah (Orion), Gemahl der Sopdet und Vater des Sopdu, in Verbindung stand. Der Verstorbene musste im Mittleren Reich zu Tenem herabsteigen, um ihn zu sehen. Mit seiner Gemahlin Tenemu bildete er zunächst ein Götterpaar in der Achtheit von Hermopolis. Später wurden sie ersetzt durch Amun und Amaunet, die das Verborgene symbolisierten.
Ikonografisch ist Tenem im Neuen Reich als hockend-menschenköpfiger Gott dargestellt; in griechisch-römischer Zeit als Schakal sowie mit dem Kopf einer Schlange, die zwei Messer hält. Seit dem Neuen Reich ist Tenem wahlweise als 16. ,17. oder 19. beisitzender Richter im Totenbuch belegt. Um nach Sechet-iaru gelangen zu können, muss der Verstorbene vor ihm das negative Glaubensbekenntnis ablegen: „Ich habe nichts belauscht und war nicht geschwätzig.“